# Philibert Le Roy

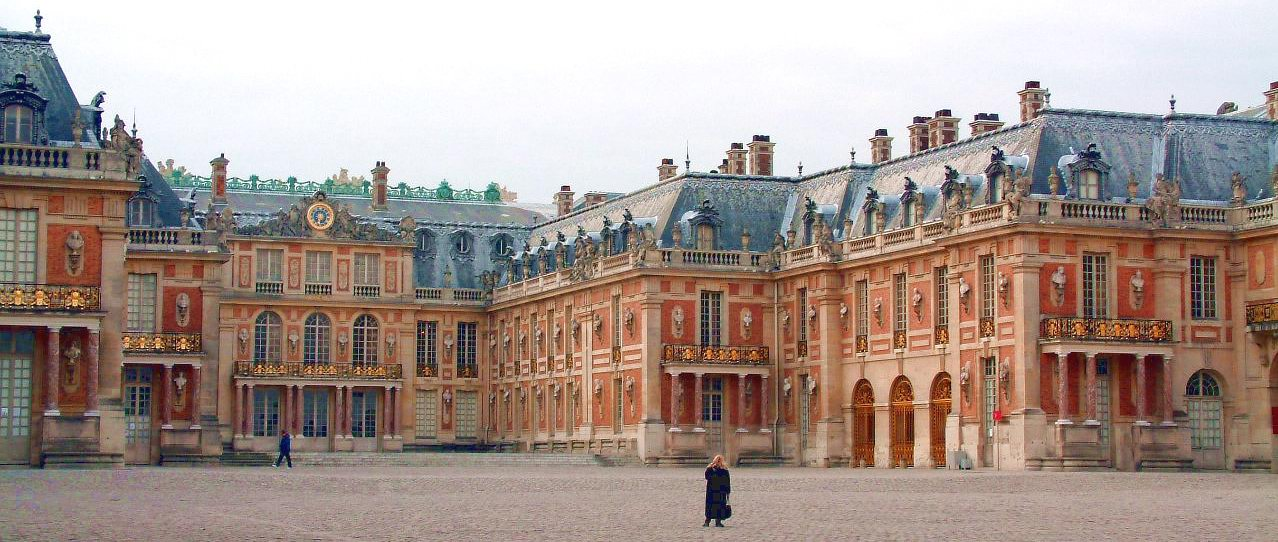
Schloss Versailles, Marmorhof:
Blick von Osten auf die Dreiflügelanlage (1631–1634) von Philibert Le Roy

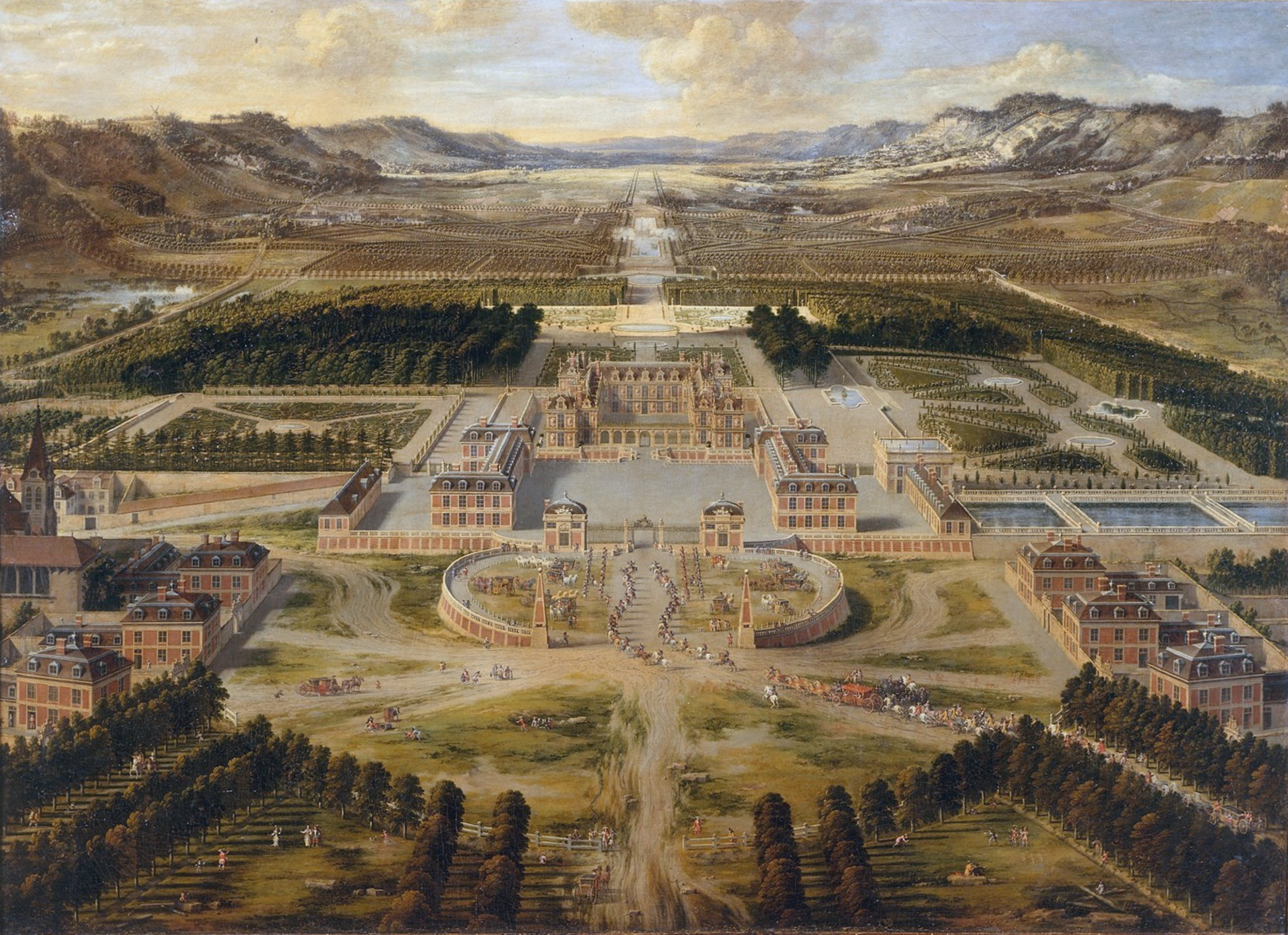
Pierre Patel: Das Schloss Versailles im Jahr 1668

Philibert Le Roy († 1646) war ein französischer Baumeister des klassizistischen Barocks und Hofbaumeister (französisch architecte ordinaire du Roi) des Königs Ludwig XIII.
Am 30. April 1631 unterzeichnete er, gemeinsam mit dem im Namen des Königs handelnden Oberbauintendanten (frz.: superintendant des Bâtiments) Henri de Fourcy den Vertrag, der die Bedingungen festhielt, zu welchen der erste, 1623 in den Wäldern bei Versailles von dem Maurermeister Nicolas Huau für Ludwig XIII. errichtete Jagdpavillon in den Jahren von 1631 bis 1634 zu einer größeren dreiflügeligen Schlossanlage umgebaut wurde.
Die Dreiflügelanlage von Le Roy bildete den Kern des unter Ludwig XIV. hauptsächlich durch Louis Le Vau und Jules Hardouin-Mansart errichteten Schlosses Versailles. Ihre typischen, aus Backstein und behauenen Sandsteinquadern zusammengesetzten Fassaden umgeben noch heute den zur Stadt gekehrten, im Zentrum des Schlosses von Versailles gelegenen sogenannten Marmorhof.
Der von Le Roy ausgeführte Entwurf wurde unter anderem in Großbritannien, welches im 17. Jahrhundert vom französischen Baustil besonders fasziniert war, in mehreren Büchern abgebildet. So auch im von Robert Pricke 1670 veröffentlichten The Art of Fair Building von Pierre Le Muet. Diese Darstellung inspirierte etwa den französischen Architekten Claude Comiers zu einem Entwurf für John Hope of Hopetoun, den Vater von Charles Hope, 1. Earl of Hopetoun. Dieser ließ dann aufgrund dessen Hopetoun House errichten.
Le Roy wohnte in Paris in der Rue Neuve-Saint-Louis am Marais du Temple. Er war seit dem 9. Mai 1644 mit Louise verheiratet, sie war die Witwe des Magdelon de La Moussaye.